# Governatori degli stati federati degli Stati Uniti d'America
     Governatore Repubblicano
     Governatore Democratico

Partito di appartenenza dei governatori degli Stati Uniti d'America
Governatore Repubblicano
Governatore Democratico

Quella che segue è una lista dei governatori degli Stati federati degli Stati Uniti d'America. Al momento ci sono 27 governatori repubblicani e 23 democratici. Inoltre ci sono cinque rappresentanti le aree insulari (una democratica, un repubblicano, una del Partito Progressista di Porto Rico, affiliata ai repubblicani, e due indipendenti) ed il Distretto di Columbia, il cui sindaco è democratico.

## Governatori e governatrici
Repubblicano
     Democratico
| Stato                | Foto | Nome                   | Partito | Partito      | Inizio mandato   | Fine mandato              | Governatori e governatrici precedenti |
| -------------------- | ---- | ---------------------- | ------- | ------------ | ---------------- | ------------------------- | ------------------------------------- |
| Alabama              |      | Kay Ivey               |         | Repubblicano | 10 aprile 2017   | 2027 (limite del mandato) | Lista                                 |
| Alaska               |      | Mike Dunleavy          |         | Repubblicano | 3 dicembre 2018  | 2026 (limite del mandato) | Lista                                 |
| Arizona              |      | Katie Hobbs            |         | Democratico  | 2 gennaio 2023   | 2027                      | Lista                                 |
| Arkansas             |      | Sarah Huckabee Sanders |         | Repubblicano | 10 gennaio 2023  | 2027                      | Lista                                 |
| California           |      | Gavin Newsom           |         | Democratico  | 7 gennaio 2019   | 2027 (limite del mandato) | Lista                                 |
| Carolina del Nord    |      | Josh Stein             |         | Democratico  | 1º gennaio 2025  | 2029                      | Lista                                 |
| Carolina del Sud     |      | Henry McMaster         |         | Repubblicano | 24 gennaio 2017  | 2027 (limite del mandato) | Lista                                 |
| Colorado             |      | Jared Polis            |         | Democratico  | 8 gennaio 2019   | 2027 (limite del mandato) | Lista                                 |
| Connecticut          |      | Ned Lamont             |         | Democratico  | 9 gennaio 2019   | 2027                      | Lista                                 |
| Dakota del Nord      |      | Kelly Armstrong        |         | Repubblicano | 15 dicembre 2024 | 2028                      | Lista                                 |
| Dakota del Sud       |      | Larry Rhoden           |         | Repubblicano | 25 gennaio 2025  | 2027                      | Lista                                 |
| Delaware             |      | Matt Meyer             |         | Democratico  | 21 gennaio 2025  | 2029                      | Lista                                 |
| Florida              |      | Ron DeSantis           |         | Repubblicano | 8 gennaio 2019   | 2027 (limite del mandato) | Lista                                 |
| Georgia              |      | Brian Kemp             |         | Repubblicano | 14 gennaio 2019  | 2027 (limite del mandato) | Lista                                 |
| Hawaii               |      | Josh Green             |         | Democratico  | 5 dicembre 2022  | 2026                      | Lista                                 |
| Idaho                |      | Brad Little            |         | Repubblicano | 7 gennaio 2019   | 2027                      | Lista                                 |
| Illinois             |      | J. B. Pritzker         |         | Democratico  | 14 gennaio 2019  | 2027                      | Lista                                 |
| Indiana              |      | Mike Braun             |         | Repubblicano | 13 gennaio 2025  | 2029                      | Lista                                 |
| Iowa                 |      | Kim Reynolds           |         | Repubblicano | 24 maggio 2017   | 2027                      | Lista                                 |
| Kansas               |      | Laura Kelly            |         | Democratico  | 14 gennaio 2019  | 2027 (limite del mandato) | Lista                                 |
| Kentucky             |      | Andy Beshear           |         | Democratico  | 10 dicembre 2019 | 2027 (limite del mandato) | Lista                                 |
| Louisiana            |      | Jeff Landry            |         | Repubblicano | 8 gennaio 2024   | 2028                      | Lista                                 |
| Maine                |      | Janet Mills            |         | Democratico  | 2 gennaio 2019   | 2027 (limite del mandato) | Lista                                 |
| Maryland             |      | Wes Moore              |         | Democratico  | 18 gennaio 2023  | 2027                      | Lista                                 |
| Massachusetts        |      | Maura Healey           |         | Democratico  | 5 gennaio 2023   | 2027                      | Lista                                 |
| Michigan             |      | Gretchen Whitmer       |         | Democratico  | 1º gennaio 2019  | 2027 (limite del mandato) | Lista                                 |
| Minnesota            |      | Tim Walz               |         | Democratico  | 7 gennaio 2019   | 2027                      | Lista                                 |
| Mississippi          |      | Tate Reeves            |         | Repubblicano | 14 gennaio 2020  | 2028 (limite del mandato) | Lista                                 |
| Missouri             |      | Mike Kehoe             |         | Repubblicano | 13 gennaio 2025  | 2029                      | Lista                                 |
| Montana              |      | Greg Gianforte         |         | Repubblicano | 4 gennaio 2021   | 2029                      | Lista                                 |
| Nebraska             |      | Jim Pillen             |         | Repubblicano | 5 gennaio 2023   | 2027                      | Lista                                 |
| Nevada               |      | Joe Lombardo           |         | Repubblicano | 2 gennaio 2023   | 2027                      | Lista                                 |
| New Hampshire        |      | Kelly Ayotte           |         | Repubblicano | 8 gennaio 2025   | 2027                      | Lista                                 |
| New Jersey           |      | Phil Murphy            |         | Democratico  | 16 gennaio 2018  | 2026 (limite del mandato) | Lista                                 |
| New York             |      | Kathy Hochul           |         | Democratico  | 24 agosto 2021   | 2027                      | Lista                                 |
| Nuovo Messico        |      | Michelle Lujan Grisham |         | Democratico  | 1º gennaio 2019  | 2027 (limite del mandato) | Lista                                 |
| Ohio                 |      | Mike DeWine            |         | Repubblicano | 14 gennaio 2019  | 2027 (limite del mandato) | Lista                                 |
| Oklahoma             |      | Kevin Stitt            |         | Repubblicano | 14 gennaio 2019  | 2027 (limite del mandato) | Lista                                 |
| Oregon               |      | Tina Kotek             |         | Democratico  | 9 gennaio 2023   | 2027                      | Lista                                 |
| Pennsylvania         |      | Josh Shapiro           |         | Democratico  | 17 gennaio 2023  | 2027                      | Lista                                 |
| Rhode Island         |      | Daniel McKee           |         | Democratico  | 2 marzo 2021     | 2027                      | Lista                                 |
| Tennessee            |      | Bill Lee               |         | Repubblicano | 19 gennaio 2019  | 2027 (limite del mandato) | Lista                                 |
| Texas                |      | Greg Abbott            |         | Repubblicano | 20 gennaio 2015  | 2027                      | Lista                                 |
| Utah                 |      | Spencer Cox            |         | Repubblicano | 4 gennaio 2021   | 2029                      | Lista                                 |
| Vermont              |      | Phil Scott             |         | Repubblicano | 5 gennaio 2017   | 2027                      | Lista                                 |
| Virginia             |      | Glenn Youngkin         |         | Repubblicano | 15 gennaio 2022  | 2026 (limite del mandato) | Lista                                 |
| Virginia Occidentale |      | Patrick Morrisey       |         | Repubblicano | 13 gennaio 2025  | 2029                      | Lista                                 |
| Washington           |      | Bob Ferguson           |         | Democratico  | 15 gennaio 2025  | 2029                      | Lista                                 |
| Wisconsin            |      | Tony Evers             |         | Democratico  | 7 gennaio 2019   | 2027                      | Lista                                 |
| Wyoming              |      | Mark Gordon            |         | Repubblicano | 7 gennaio 2019   | 2027 (limite del mandato) | Lista                                 |

## Territori non incorporati e Distretto di Columbia
Seguono i governatori delle aree insulari degli Stati Uniti non incorporate inclusi nei territori degli Stati Uniti e il sindaco del Distretto di Columbia:
     Indipendenti
     Repubblicano
     Progressista
     Democratico
| Territorio                    | Foto | Nome                     | Partito | Partito          | Inizio mandato | Fine mandato              | Governatori precedenti |
| ----------------------------- | ---- | ------------------------ | ------- | ---------------- | -------------- | ------------------------- | ---------------------- |
| Samoa Americane               |      | Pula Nikolao Pula        |         | Repubblicano     | 3 gennaio 2025 | 2029                      | Lista                  |
| Distretto di Columbia         |      | Muriel Bowser            |         | Democratico      | 2 gennaio 2015 | 2027                      | Lista                  |
| Guam                          |      | Lou Leon Guerrero        |         | Democratico      | 7 gennaio 2019 | 2027                      | Lista                  |
| Isole Marianne Settentrionali |      | David Apatang            |         | Indipendente     | 23 luglio 2025 | 2027                      | Lista                  |
| Porto Rico                    |      | Jenniffer González-Colón |         | Progressista - R | 2 gennaio 2025 | 2029                      | Lista                  |
| Isole Vergini Statunitensi    |      | Albert Bryan             |         | Indipendente     | 7 gennaio 2019 | 2027 (limite del mandato) | Lista                  |